# Energiomstilling
Energiomstillingen er den igangværende proces med at erstatte fossile brændstoffer med energikilder med en lavere fossil-CO2 udledning. Mere generelt er en energiomstilling en væsentlig strukturel ændring i et energisystem med hensyn til forsyning og forbrug . Den industrielle revolution var drevet af en energiomstilling fra træ og anden biomasse til kul, efterfulgt af olie og senest naturgas .   Over 70 % af vores globale drivhusgasemissioner stammer fra energisektoren til transport, opvarmning og industriel brug.
Historisk set er der en sammenhæng mellem en stigende efterspørgsel efter energi og tilgængeligheden af forskellige energikilder.  Den nuværende overgang til bæredygtig energi adskiller sig, da den i høj grad er drevet af en erkendelse af, at de globale drivhusgasemissioner skal bringes til nul. Da fossile brændstoffer er den største enkeltkilde til kulstofemissioner, er den mængde, der kan produceres, begrænset af Paris-aftalen fra 2015 for at holde den globale opvarmning under 1,5 °C.
Vindkraft og solcelleanlæg (PV) har det største potentiale til at sætte farten ned på klimaændringer .  Omstillingen af vedvarende energi er også drevet af begges hastigt stigende konkurrenceevne .  En anden motivation for overgangen er at begrænse andre miljøpåvirkninger fra energiindustrien .  Overgangen omfatter et skift fra forbrændingsmotordrevne køretøjer til mere offentlig transport, færre flyrejser og elektriske køretøjer .  For fleksibilitet i elektriske netskalaer er energilagring afgørende for at muliggøre variable, vejrafhængige teknologier.

## Definition
Energiomstillingen betegner en væsentlig ændring for et energisystem, der kan relateres til en eller en kombination af ressourceforbrug, systemstruktur, skala, økonomi, slutbrugsadfærd og energipolitik . En 'energiovergang' er med fordel defineret som en ændring i et energisystems tilstand i modsætning til en ændring i en individuel energiteknologi eller brændstofkilde. Et godt eksempel er ændringen fra et præindustrielt system, der er afhængigt af traditionel biomasse og andre vedvarende energikilder (vind-, vand- og muskelkraft) til et industrielt system, der er karakteriseret ved gennemgribende mekanisering (dampkraft) og brug af kul. Markedsandele, der når forudbestemte tærskler, bruges typisk til at karakterisere overgangshastigheden (f.eks. kul versus traditionel biomasse),
Siden vedtagelsen af COP21 Paris-aftalen i 2015  er energiomstillingen til CO2-neutral af drivhusgasser defineret som udfasning af produktionen af fossile brændstoffer for at holde sig inden for fossil-CO2-emissionsbudgettet for at begrænse den globale opvarmning til 1,5 °C. Udtrykket "Net Zero" indbefatter erkendelse af, at noget af atmosfærisk CO2 er inddelt i væksten af planter og dyr, og at denne naturlige binding kan forbedres gennem jordbevarelse, genplantning af skov og beskyttelse af tørveområder, vådområder og havmiljøer.
Begrebet energiomstilling kunne også omfatte en nyorientering af politik, og det er ofte tilfældet i den offentlige debat om energipolitik . For eksempel kan dette indebære en udligning mellem efterspørgsel og udbud  og et skift fra centraliseret til distribueret produktion (f.eks. produktion af varme og el i meget små kraftvarmeenheder), som skulle erstatte overproduktion og undgåeligt energiforbrug med energibesparende tiltag og øget effektivitet.  I en bredere forstand kan energiomstillingen også indebære en demokratisering af energien  eller en bevægelse i retning af øget bæredygtighed .
Offentlige og akademiske debatter om "energiomstilling" og dens politiske implikationer tager i stigende grad hensyn til de co-fordele ved afbødning af klimaændringer. Fordelagtige resultater beskrives som de positive bivirkninger, der opstår ved en energiomstilling, og kan defineres som: "samtidig opfyldelse af flere interesser eller mål, der er et resultat af en politisk intervention, investeringer i den private sektor eller en blanding heraf. Opportunistiske Fordelagtige resultater optræder som hjælpe- eller bivirkning, mens de fokuserer på et centralt mål eller en interesse. Strategiske co-fordele er resultatet af en bevidst indsats for at gribe flere muligheder (f.eks. økonomiske, forretningsmæssige, sociale, miljømæssige) med en enkelt målrettet indgriben."  Især udbredelsen af vedvarende energi kan have positive socioøkonomiske virkninger på beskæftigelse, industriel udvikling, sundhed og energiadgang. Afhængigt af landet og installationsscenariet kan udskiftning af kulkraftværker med vedvarende energi mere end fordoble antallet af arbejdspladser pr. gennemsnitlig MW-kapacitet.  I ikke-elektrificerede landdistrikter kan udbredelsen af solenergi-mininet forbedre adgangen til elektricitet markant.  Derudover kan udskiftning af kulbaseret energi med vedvarende energi sænke antallet af for tidlige dødsfald forårsaget af luftforurening og reducere sundhedsomkostningerne. 